# تئودور نومن
تئودور نومن (انگلیسی: Theodor Nauman؛ ۷ دسامبر ۱۸۸۵ – ۶ فوریه ۱۹۴۷ (aged 61)) ورزشکار واترپلو اهل سوئد بود.
وی در مسابقات کشوری و بین‌المللی در مجموع برندهٔ ۱ مدال برنز شده‌است.